# جون كارلسون (سياسي)
جون كارلسون (بالإنجليزية: John Carlson)‏ هو سياسي أمريكي، ولد في 1 أبريل 1953 في أكيلي في الولايات المتحدة. حزبياً، نشط في الحزب الجمهوري لمينيسوتا ‏ والحزب الجمهوري. وقد انتخب عضو مجلس ولاية مينيسوتا.